# The Birthday Party (canción)
«The Birthday Party» es una canción de pop rock interpretada por la banda británica The 1975 y lanzada como cuarto sencillo de su cuarto álbum de estudio Notes on a Conditional Form lanzada el 19 de febrero de 2020 por Dirty Hit y Polydor Records. Fue escrita por los miembros de la banda George Daniel, Matthew Healy, Adam Hann y Ross MacDonald, mientras que la producción de la canción estuvo a cargo de Daniel y Healy. Las contribuciones son presentadas por Bob Reynolds, quien toca el saxofón alto y tenor, y Rashawn Ross, quien toca la trompeta y el fliscorno. Los arreglos de metales fueron compuestos por John Waugh, quien toca el saxofón junto a Reynolds y Ross. La canción se originó en una sesión de improvisación en Los Ángeles, California, y estaba destinada a ser lanzada como el sencillo principal del álbum, siendo finalmente reemplazada por "People" (2019).
"The Birthday Party" es una balada folk y  ountry con música acústica. La instrumentación combina guitarras suaves, tambores nebulosos, un ritmo de batería perezoso a medio tiempo, banjos parpadeantes, un xilófono y florituras orquestales. Además de los géneros principales, la canción también se basa en el britpop, la música electrónica, la americana, el indie pop y el country rock. Tiene una estructura de canción poco convencional, omitiendo un coro a favor de un flujo de conciencia conversacional y hablado. La letra sigue las experiencias mundanas de Healy en una fiesta en casa, relatando una serie de encuentros incómodos y poco interesantes que tiene con los otros invitados. Temáticamente, la canción explora la relación de la sociedad con la intoxicación, los desafíos de la sobriedad y la evitación de problemas.

## Antecedentes y lanzamiento
Hablando con Brendan Wetmore de Paste, Healy y Daniel revelaron que "The Birthday Party", específicamente la entrega vocal susurrada, estaba fuertemente influenciada por su música anterior grabada bajo el nombre de Drive Like I Do. Los miembros también notaron la inspiración de Bright Eyes y Elliot Smith, y Healy le dijo a Wetmore: "Lo asombroso de Bright Eyes fue que estaba en una banda emo, una especie de banda precursor, luego también era parte de una banda folk tipo de escena de cantante y compositor. Él era como, en el medio". Tras la finalización de la canción, el cantante dijo que era la primera pista del álbum con la que el 1975 estaba satisfecho y "lo primero que [les] emocionó". La canción originalmente estaba destinada a ser lanzada como el primer sencillo de Notes on a Conditional Form. Sin embargo, después de salir de gira, la banda escribió "People" (2019) y decidió convertirlo en el sencillo principal. El 18 de febrero de 2020, 1975 anunció en Twitter que "The Birthday Party" debutaría en vivo en el programa de radio Beats 1 de Zane Lowe a las 5 pm, seguido del video musical una hora más tarde. Tras el lanzamiento de "People", "Frail State of Mind" y "Me & You Together Song", "The Birthday Party" se lanzó oficialmente como el cuarto sencillo de Notes on a Conditional Form el 19 de febrero de 2020.

## Video musical
El video comienza con una tarjeta de título que recuerda a los Care Bears. Un Healy animado por computadora entra en Mindshower, un centro de desintoxicación digital, donde se le presenta una figura flotante transparente. El cantante le entrega a la figura su teléfono celular antes de ser transformado en un atuendo parecido a un pijama blanco. Aparece una puerta de neón, similar a la "caja" utilizada para la obra de arte en los EP de 1975, su álbum de estudio debut homónimo (2013) y I Like It When You Sleep, for You Are So Beautiful Yet So Unaware of It (2016), revelando una nueva mundo poblado por "gente-meme". Healy se encuentra con un grupo de "personas meme" que incluyen a Pepe the Frog, Wojak y Chad haciendo yoga. Una ilustración 3D de una cara sonriente con gafas de sol se muestra como el sol. Luego se lo muestra rodeado por Derpina, un grupo de gatos llorando, Neckbeard y Earthchan, un globo de estilo anime antropomorfizado como una mujer, descansando sobre un hongo gigante. A continuación, Healy canta junto al personaje de Stonks.
En el bosque, una Virgen incel rápidamente clava carteles en los árboles que dicen "Buscando novia gótica" encima de una foto del personaje de Danny Phantom, Sam Manson. Mientras la cámara hace una panorámica, un Pedobear emerge de detrás de un tocón de árbol, mientras que se muestra a Dat Boi montando su monociclo. Healy luego aparece en las nubes con Distracted Boyfriend antes de cantar con Shrek, Momo y Ermahgerd Girl. El cantante visita un estanque en el bosque, que se revela como una pantalla azul de la muerte, y cae dentro. Una vez dentro, sus ojos brillan en rojo, parecidos a Terminator, y comienza a usar hilo dental. A continuación, se muestra a Healy y los otros miembros del 1975 actuando en el cielo. Se muestran escenas de la Virgen encontrando a su "novia gótica" y Healy besando a un clon de él mismo y las "personas meme" restantes colapsan en un círculo mientras la banda toca. Cuando concluye el video, Healy salta hacia la luz de la luna mientras Tide Pods llueve del cielo. Se revela que la luna misma es Moon Man, un meme utilizado por la derecha alternativa y etiquetado como un símbolo de odio por la Liga Anti-Difamación.

## Posicionamiento en lista
| Lista (2020)                   | Posiciones |
| ------------------------------ | ---------- |
| Ireland (IRMA)                 | 86         |
| New Zealand Hot Singles (RMNZ) | 27         |
| Reino Unido (UK Singles Chart) | 69         |